# Бриан Бенсън
Бриан Бенсън (на английски: Breanne Benson) е албанско–американска порнографска актриса.

## Ранен живот
Родена е на 22 април 1984 г. в град Тирана, Албания. Рожденото ѝ име е Бенедета Хамзай. Семейството ѝ най-напред отива в Италия, а оттам емигрира в САЩ, където тя живее от 7-годишна възраст.
След като завършва средното си образование се записва да учи психология.
В ранните си години работи като сервитьорка в ресторант и като продавач в магазин за парфюми в мол.
В средното училище е съученичка с Таня Джеймс, като двете са приятелки. По-късно Джеймс става порноактриса, а Бенсън я придружава по време на снимки на порнофилм. Това е първият ѝ досег с порноиндустрията.

## Кариера
Дебютира като порнографска актриса през 2003 г., когато е на 19-годишна възраст. Първоначално прави секс сцени само с жени или соло сцени. След една година се оттегля от порното и започва да работи като екзотична танцьорка в клуб „Спиърмайнт Рино“ в Лос Анджелис.
През юни 2009 г. решава да продължи актьорската си кариера в порнодустрията. След завръщането си започва да прави секс сцени и с мъже.
Снима за компании като „Брейзърс“, „Диджитъл Плейграунд“, „Ийвъл Ейнджъл“, „Вивид Ентъртейнмънт“, „Хъслър“ и др.
Поставена е на 18-о място в класацията на списание „Комплекс“, наречена „Топ 100 на най-горещите порнозвезди (точно сега)“ от юли 2011 г.
Участва като актриса в игрални филми – в комедията „Мъжка ваканция“ („Mancation“, 2012) и в немския криминален филм „Американски фетиш“ („American Fetish“, 2011).

## Награди и номинации
Носителка на награди
- 2011: Пентхаус любимка за месец януари.[12][13]

Номинации
- 2005: Номинация за AVN награда за най-добра секс сцена само с момичета – „Hook Ups 5“ (с Изабела Камил).[14]
- 2011: Номинация за AVN награда за най-добра секс сцена с тройка само момичета – „Lust“ (с Алектра Блу и Аса Акира).[15]
- 2011: Номинация за AVN награда за най-добра сцена с групов секс – „The Breakfast Club: A XXX Parody“ (с Теса Тейлър, Брук ван Бурен и Леви Кеш).[15]
- 2011: Номинация за XBIZ награда за изпълнителка на годината.[16]
- 2012: Номинация за AVN награда за най-добра сцена с орален секс – „American Cocksucking Sluts“ (с Кагни Лин Картър и Али Хейз).[17]